# Velléité
 (juin 2018).
- Si vous ne connaissez pas le sujet, laissez ce bandeau (vous pouvez alors contacter les auteurs).
- Si vous supprimez le contenu mis en cause (vous pouvez préalablement contacter les auteurs),

argumentez précisément cette suppression dans la page de discussion
(un manque de référence n'est pas un argument ; une recherche réelle de référence doit avoir été effectuée, être formellement documentée).
 (juin 2018).
La velléité est une volonté de principe qui en général n'est pas suivie d'effet. Une velléité se rapproche ainsi du vœu pieux. « Il y a très loin de la velléité à la volonté, de la volonté à la résolution, de la résolution au choix des moyens, du choix des moyens à l'application. » (Jean-François Paul de Gondi, 1613 - 1679). 
La velléité peut être perçue en un phénomène comportemental à situer entre le désir et la volonté.

## Manque de lucidité
Puisque la velléité se situe essentiellement sur un plan confus et indéterminé, la personne velléitaire néglige certains aspects des moyens mis en œuvre et des démarches à effectuer afin d'atteindre son objectif.
La personne adulte qui se contente de velléités, n'emploie pas ses ressources psychoaffectives et cognitives au niveau de sa maturité.

### Terminologie
- Acrasie
- Volontarisme
- Intention